# Lésion (médecine)
 (janvier 2023).
Si vous disposez d'ouvrages ou d'articles de référence ou si vous connaissez des sites web de qualité traitant du thème abordé ici, merci de compléter l'article en donnant les références utiles à sa vérifiabilité et en les liant à la section « Notes et références ».
Pour les articles homonymes, voir lésion.
Une lésion est un terme générique utilisé en médecine pour désigner toute altération des caractères anatomiques ou histologiques d'un organe, qui se trouve alors dans un état anormal. Ces altérations peuvent être à l'origine d'un dysfonctionnement de l'organe touché.

## Étiologie
L'étude des causes des lésions constitue l'étiologie. La cause d'une lésion peut être multiple, il peut s'agir du résultat d'un traumatisme mécanique (choc, coupure), thermique (brûlure), électrique (électrocution), chimique… La lésion peut aussi être le résultat d'un état pathologique lié à un agent pathogène (infection, parasite) ou à un désordre physiologique (tumeur cancéreuse), métabolique (nécrose par hypoxie), immunitaire (maladie auto-immune).

## Morphologie
Les lésions sont visibles morphologiquement à l'œil nu ou au microscope et forment des anomalies morphologiques, qui peuvent être qualitatives ou quantitatives. Les lésions cellulaires sont visibles au niveau du cytoplasme ou du noyau cellulaire. Les lésions tissulaires forment un ensemble très riche d'anomalies morphologiques formant l'histopathologie.

## Lésions élémentaires
Au cours de tout phénomène pathologique, les cellules, tissus et organes peuvent être l'objet d'altérations élémentaires, appelées « lésions élémentaires », qui correspondent aux altérations morphologiques d'une structure organique considérée isolément. Les lésions élémentaires peuvent se grouper en « syndrome lésionnel ».

## Neurosciences
En neurosciences du comportement, des lésions sont parfois infligées à des régions précises du cerveau d'un animal de laboratoire pour déterminer le rôle de cette région dans la cognition. De telles lésions peuvent être réversibles, lorsqu'elles sont causées par un refroidissement local de la région cérébrale. Au contraire, il peut s'agir de lésions définitives lorsque la zone en question est détruite par brûlure ou retirée par chirurgie.

## Traitement
Suivant la gravité et l'origine, un traitement médical est nécessaire ou non. Une lésion peut aussi faire office de traitement médical lorsque, par exemple, on procède à l'exérèse chirurgicale d'une région du cerveau responsable de crises d'épilepsie à répétition.